# 中華人民共和國法律
中華人民共和國法律包括全国人民代表大会和全国人民代表大会常务委员会制定和修改的基本法律。
中华人民共和国法律、行政法规、地方性法规、自治条例和单行条例必须不触犯《中华人民共和国宪法》，国家性宪法、法律的法律效力高于国务院和地方性权力机关制定的行政法规、法律和命令。

## 法律體系简史
1949年2月，中华人民共和国建立之前，中共中央发出《中共中央关于废除国民党的六法全书与确定解放区的司法原则的指示》，决定在中国共产党实际控制的解放区内废除中华民国法律，实行新的法律体系。
1949年中华人民共和国成立前夕，第一部具有宪法意义的文件是于1949年9月颁布的《中国人民政治协商会议共同纲领》，设为临时宪法。随后颁布了一系列社会主义性质法律，例如《中华人民共和国婚姻法》与《中华人民共和国土地改革法》。
1954年，中华人民共和国成立后五年，首次颁布《中华人民共和国宪法》第一版（又称54宪法）。这是中华人民共和国的第一部宪法。
1956年9月27日，《中共八大关于政治报告的决议 （页面存档备份，存于）》明确提出：“国家必须根据需要，逐步地系统地制定完备的法律。一切国家机关和国家工作人员必须严格遵守国家的法律，使人民的民主权利充分地受到国家的保护。”
但随着1956年苏联共产党第二十次代表大会的发酵，匈牙利1956年革命的冲击以及整风运动的变化，中共八大确立的建设社会主义法制的思想被迫停滞。在随之而来的文化大革命期间，司法机构受到严重破坏，在此期间全国人民代表大会没有开过一次会议，直至1975年。除一部新的宪法以外没有制定过一部法律。
文革结束后，十一届三中全会公报提出：“为了保障人民民主，必须加强社会主义法制，使民主制度化、法律化，使这种制度和法律具有稳定性、连续性和极大的权威，做到有法可依、有法必依、执法必严、违法必究。”重新开始提倡社会主义法制。1982年12月4日，第五届全国人大五次会议通过《中华人民共和国宪法》1982年版，把中国共产党的十一届三中全会以来的大政方针和成功经验以国家根本大法的形式确定和巩固下来，规定“国家维护社会主义法制的统一和尊严”。关于经济建设与法治建设的关系，时任最高领导人邓小平提出“一手抓建设，一手抓法制”、“两手都要抓”的方针，将社会主义法制建设与经济建设紧密结合起来。1987年10月中国共产党的第十三次全国代表大会宣告：“以宪法为基础的社会主义法律体系初步形成”。
1984年10月20日，为社会主义现代化建设指明了具体路径的十二届三中全会通过的《中共中央关于经济体制改革的决定》承认：“只有充分发展商品经济，才能把经济真正搞活，促使各个企业提高效率，灵活经营，灵敏地适应复杂多变的社会需求，而这是单纯依靠行政手段和指令性计划所不能做到的。经济体制在邓小平领导下强调要跟国家体制相一致。“经济体制的改革和国民经济的发展，使越来越多的经济关系和经济活动准则需要用法律形式固定下来。”
1992年末，中國共產黨召開第十四次全國代表大會，決定中國政治經濟體制改革的目標是建立具中國特色的社会主义市场经济制度，即标志着行政命令式的計劃經濟正式被社會主義市場經濟所取代。
2011年10月27日，中华人民共和国国务院新闻办公室发布《中国特色社会主义法律体系》白皮书，宣布中华人民共和国已制定有效法律（含宪法）共240部、行政法规706部、地方性法规8600余部，并认为中国特色社会主义法律体系已经形成。
現今世界上大部分國家的法律體系，可粗略分為普通法系及大陸法系兩大類。截止2024年，中华人民共和国的法律体系划分可以被分为如下类别，其中香港与澳门两地因《中华人民共和国宪法》所赋予的独立司法管辖权而被允许采用不同于中国其他地区的法律体系：
1. 中國内地：大陸法系（主要受法國、德国和前苏联的社會主義法系所影響，并以数个大陆法系的国家为参考）
2. 香港特别行政区：普通法系（承继自其殖民地时期宗主国英国的法律体系）；
3. 澳門特别行政区：大陸法系（承继自其殖民地时期宗主国葡萄牙的法律体系）；

法律體系的分別，會對司法及法律的解釋權帶來重大的衝擊。舉例來說：單就法官的職能這方面來看，中國內地也跟大部分大陸法系國家的制度一致，因此同样施行大陆法系的澳門和中國內地的法系相近。但在香港施行的是普通法系。普通法系最大的特征就是遵循判决先例；即当一名法官对于没有案件先例而判案的案例，會成為今后同級及下級法院的規範，并形成判例法成為法律的延伸。同时普通法系的制度还保障法官在判案時不會受任何（特別是來自政府及政黨）的影響。而另一方面，一旦下級法官判錯案件，法院亦要依從一個非常嚴格的制度，從法律觀點上駁斥。
每个国家的法律体系都分为宪法，实体法和程序法，中国也不例外。其有三大基本实体法和三大基本程序法，三大基本实体法是民法，刑法和行政法。三大基本程序法是民事诉讼法，刑事诉讼法和行政诉讼法。

## 法律的制定、修改程序
一般性法律，指全国人民代表大会和全国人民代表大会常务委员会有权制定的法律。现行宪法第六十二条规定了“制定和修改刑事、民事、国家机构的和其他的基本法律”，其中包括了刑法及民法范畴，也包含了制定香港、澳门特别行政区基本法需要注意的是全国人大常委会行使修改、立法时候不得跟全国人大制定的法律文件基本原则相抵触。

### 全国人大的立法程序
1. 全国人大会主席团可以向全国代表大会提交法律案，全国人大常委会、国务院、中央军事委员会、最高法、最高检、全国人大各专门委员会也可以提出法律案，并由全国人大主席团决定是否列入议程。
2. 一个代表团或三十个以上的代表联名，可以向全国人大提出法律案，由主席团决定是否列入议程。专门委员会审议时候可以邀请提案人列席会议，发表意见。
3. 全国人大常委会决定提请全国人大审议的法律案，应当在会议举行前一个月将法律草案发给代表。
4. 列入全国人大会议议程的法律案，在交付表决前，提案人要求撤回的，应当说明理由，经主席团同意，并向大会报告，对该法律案的审议即终止。
5. 法律案在审议中有重大问题需要进一步研究的，经主席团提出，由大会全体会议决定，可以授权常务委员会根据代表的意见进一步审议，作出决定，并将决定情况向全国人民代表大会下次会议报告；也可以授权常务委员会根据代表的意见进一步审议，提出修改方案，提请全国人民代表大会下次会议审议决定。
6. 法律草案修改稿经各代表团审议，由法律委员会根据各代表团的审议意见进行修改，提出法律草案表决稿，由主席团提请大会全体会议表决，由全体代表的过半数通过。
7. 全国人大通过的法律草案需要签署主席令及公布。

### 全国人大常委会的立法程序
1. 委员长会议可以向全国人大常委会提出法律案，并由全国人大常委会审议。国务院、中央军事委员会、最高人民法院、最高人民检察院、全国人民代表大会各专门委员会，可以向全国人大常委会提出法律案，由委员长会议决定列入常务委员会会议议程。
2. 全国人大常委会组成人员由十人以上联名，可以向常务委员会提出法律案，由委员长会议提出是否列入会议议程的意见，再决定是否列入全国人大常委会会议议程。全国人大常委会专门委员会审议的时候，可以邀请提案人列席会议，发表意见。
3. 列入常务委员会会议议程的法律案，一般应当经三次常委会会议审议后再付诸表决。常务委员会会议第一次审议法律案，在全体会议上听取提案人的说明，由分组会议进行初步审议。常务委员会会议第二次审议法律案，在全体会议上听取法律委员会关于法律草案修改情况和主要问题的汇报，由分组会议进一步审议。常务委员会会议第三次审议法律案，在全体会议上听取法律委员会关于法律草案审议结果的报告，由分组会议对法律草案修改稿进行审议。常务委员会审议法律案时，根据需要，可以召开联组会议或者全体会议，对法律草案中的主要问题进行讨论。
4. 各意见比较一致时候，可以经两次常委会会议或者一次常委会会议就可以交付全体会议表决。
5. 列入常委会会议议程的法律案，听取的意见可以采用座谈会、论证会、听证会等多种形式，当法案有关问题存在重大分歧或利益关系重大调整，应当召开听证会，听取有关基层和群体代表、部门、人民团体、专家、全国人民代表大会代表和社会有关方面的意见。听证情况应当向常务委员会报告。
6. 对多部法律中涉及同类事项的个别条款进行修改，一并提出法律案的，经委员长会议决定，可以合并或分别表决
7. 常委会通过的法律需要由国家主席签署主席令予以公布。

## 法律位阶
中国的法律由全国人民代表大会及其常务委员会审议通过，但同时也存在若干种其他法律：如行政法规、地方性法规、规章、地方政府规章、自治条例、单行条例、经济特区法规、部门规章、军事法规。

### 法律
以下是由《中华人民共和国立法法》规定的除全国人大或全国人大常委会制定的法律之外的其他法规，这些法律均不冠以“法律”之名：
- 中华人民共和国国务院制定的行政法规。不可以冠“法律”的名字，但在与法律不冲突的情况下具有完全的法律效力。
- 由《全国人民代表大会常务委员会关于国家监察委员会制定监察法规的决定》规定，国家监察委员会制定的监察法规[19]。
- 由省级人大或设区的市人大制定的地方性法规，在本地区内有法律效力，法院裁判案件时可以参照执行，不是必须执行。在某些案件审理过程中，人民法院可以不以地方性法规、行政规章为依据。比如在认定合同无效的案件中，人民法院应当以全国人大及其常委会制定的法律和国务院制定的行政法规为依据，不得以地方性法规、行政规章为依据。民族自治地方的人民代表大会有权依照当地民族的政治、经济和文化的特点，制定自治条例和单行条例，在本民族自治地方内有法律效力。
- 由中央各部门以及省级或较大的市地方政府制定的规章。法院裁判案件时在它们与现行法律不冲突的情况下可以作为裁决的参考，但不是必须执行。国务院部门规章效力涉及全国；地方政府规章只在本地有效。

### 行政法规、监察法规、军事法规
适用于全国的，国务院发布的行政法规，一般采用“规定”、“条例”或“办法”；国务院根据全国人大常委会授权制定的，称“暂行条例”或者“暂行规定”。
行政法规可以就以下事项作出规定：
1、为执行法律的规定需要制定行政法规的事项
2、根据宪法和法律，规定行政措施，制定行政法规，发布决定和命令
3、规定各部和各委员会的任务和职责，统一领导各部和各委员会的工作，并且领导不属于各部和各委员会的全国性的行政工作
4、领导和管理民政、公安、司法行政等工作
5、保护华侨的正当的权利和利益，保护归侨和侨眷的合法的权利和利益
6、领导和管理经济工作和城乡建设、生态文明建设
7、改变或者撤销各部、各委员会发布的不适当的命令、指示和规章

### 地方性法规
《中华人民共和国宪法》第100条规定：“省、直辖市的人民代表大会和它们的常务委员会，在不同宪法、法律、行政法规相抵触的前提下，可以制定地方性法规，报全国人民代表大会常务委员会备案。”
根据《中华人民共和国立法法》第七十二条：
|  | “省、自治区、直辖市的人民代表大会及其常务委员会根据本行政区域的具体情况和实际需要，在不同宪法、法律、行政法规相抵触的前提下，可以制定地方性法规。 设区的市的人民代表大会及其常务委员会根据本市的具体情况和实际需要，在不同宪法、法律、行政法规和本省、自治区的地方性法规相抵触的前提下，可以对城乡建设与管理、环境保护、历史文化保护等方面的事项制定地方性法规，法律对设区的市制定地方性法规的事项另有规定的，从其规定。设区的市的地方性法规须报省、自治区的人民代表大会常务委员会批准后施行。省、自治区的人民代表大会常务委员会对报请批准的地方性法规，应当对其合法性进行审查，同宪法、法律、行政法规和本省、自治区的地方性法规不抵触的，应当在四个月内予以批准。 省、自治区的人民代表大会常务委员会在对报请批准的设区的市的地方性法规进行审查时，发现其同本省、自治区的人民政府的规章相抵触的，应当作出处理决定。” “自治州的人民代表大会及其常务委员会可以依照本条第二款规定行使设区的市制定地方性法规的职权。” “省、自治区的人民政府所在地的市，经济特区所在地的市和国务院已经批准的较大的市已经制定的地方性法规，涉及本条第二款规定事项范围以外的，继续有效。” |

需要注意的是，上述规定的省级或市级制定的地方法规，是不能与宪法、法律、行政法规、（所属的省级）地方性法规相抵触，不能“变通规定”。
按上述规定，设区的市制定的地方性法规，报省、自治区人大常委会审查，是对其实质性内容与上位法规是否“抵触”的审查。对于地方性法规的规定是否适当、立法技术是否完美、文字表述是否优美，不作审查。由于设区的市制定的地方性法规是经省、自治区人大常委会批准的，因此，其法律效力应当与省、自治区地方性法规相同（但适用地域不同）。省、自治区人大常委会在审批设区的市制定的地方性法规过程中，如果发现与本省、自治区人民政府的规章相抵触，可以根据情况作出相应处理。
一般采用“条例”、“规定”、“规则”或“办法”。

### 经济特区法规、浦东新区法规、海南自由贸易港法规
广东省、福建省、海南省、以及“经济特区所在地的市”制定的在经济特区内适用的地方性法规，上海市人民代表大会及其常务委员会制定的在浦东新区范围内适用的法规，海南省人民代表大会及其常务委员会制定的在海南自由贸易港范围内适用的法规，可以对法律、行政法规、（所属的省级）地方性法规做出“变通规定”，这一立法权限并不是源自《立法法》，而是源自全国人大常委会对上述省、市人民代表大会及其常委会的单独的授权决定或立法。但经济特区法规在经济特区所在地的市的非经济特区范围内不能适用（2011年起，国务院把经济特区地域范围扩大到其所在地的市的全境）。例如，珠海市人大常委会2005年5月27日制定的《珠海经济特区道路交通安全管理条例》，在当时，该地方法规仅适用于珠海经济特区，而不适用于属于珠海市但不属于珠海经济特区的辖域。
2015年修订的《立法法》第七十四条规定：“经济特区所在地的省、市的人民代表大会及其常务委员会根据全国人民代表大会的授权决定，制定法规，在经济特区范围内实施。”

### 自治条例、单行条例
《宪法》规定，民族自治地方的人民代表大会有权依照当地民族的政治、经济和文化的特点，制定自治条例和单行条例。自治区的自治条例和单行条例，报全国人民代表大会常务委员会批准后生效。民族自治地方的人民代表大会常务委员会不具有制定权力。自治州、自治县的自治条例和单行条例，报省或者自治区的人民代表大会常务委员会批准后生效，并报全国人民代表大会常务委员会备案。
《立法法》对自治条例和单行条例的立法权限作了特别规定，即“可以依照当地民族的特点，对法律和行政法规的规定作出变通规定，但不得违背法律和行政法规的基本原则，不得对宪法和民族区域自治法的规定以及其他有关法律、行政法规专门就民族自治地方所作的规定作出变通规定”。 
只有自治区、自治州、自治县才是民族自治地方。市、在设区的市设立的区、在县以下设立的民族乡，都不是民族自治地方。自治区、自治州下辖的市，普通的县，也不属于“民族自治地方”。例如，新疆的石河子市，不属于法律概念的“民族自治地方”。这些隶属于自治区或自治州的县、市、区的人民代表大会，没有制定自治条例或单行条例的权力。
另外，根据《中华人民共和国立法法》第六十三条：自治区的人民代表大会及其常务委员会，自治区首府所在的市也可以制定地方性法规。但是，地方性法规必须不同宪法、法律、行政法规（和本自治区的地方性法规）相抵触，不能“变通规定”。自治区人大及其常委会制定的地方性法规，不需要报全国人大常委会批准后才能生效，而是仅需要报全国人大常委会备案。
一般采用“条例”、“规定”、“变通规定”或“变通办法”。

### 国际条约或惯例
中华人民共和国国际条约或惯例缔结程序可以根据《中华人民共和国缔结条约程序法》进行加入或谈判行动。

## 法律的解释

### 全国人大常委会法律解释（立法解释）
法律解释权属于全国人大常委会，对于需要解释的法律有以下要求：
1. 法律的规定需要进一步明确具体含义的
2. 法律制定后出现新的情况，需要明确适用法律依据的
3. 国务院、中央军事委员会、最高人民法院、最高人民检察院和全国人大各专门委员会以及省、自治区、直辖市的人民代表大会常委会可以向全国人民代表大会常务委员会提出法律解释要求。

全国人大常委会的法律解释同法律具有同等法律效力。

##### 全国人大常委会解释特别行政区基本法
《香港基本法》、《澳门基本法》分别规定：基本法的解释权属于全国人大常委会。全国人大会常委会授权各特别行政区法院在审理案件时可解析对基本法关于特别行政区范围内的法律条款，各特别行政区在审理中央人民政府管理事务与特别行政区关系时，又影响到案件判决时候，各特别行政区的终审法院在作出不可上诉终局审判前可以提请全国人大常委会对有关条款进行解析，在之后特别行政区法院在引用该条款之前，应该以全国人大常委会的解析为准，但在此之前的判决不受影响。

### 司法解释
中国内地的司法解释是中华人民共和国国家最高司法机关对司法工作中具体应用法律问题所做的解释。司法解释分为最高人民法院的审判解释、最高人民检察院的检察解释和这两个机关联合作出的解释。当审判解释和检察解释有原则性分歧时，应报请全国人大常委会解释或决定。司法解释不属于中国的法律渊源的一部分。
《全国人民代表大会常务委员会关于加强法律解释工作的决议》规定：“一、凡关于法律、法令条文本身需要进一步明确界限或作补充规定的，由全国人民代表大会常务委员会进行解释或用法令加以规定。二、凡属于法院审判工作中具体应用法律、法令的问题，由最高人民法院进行解释。凡属于检察院检察工作中具体应用法律、法令的问题，由最高人民检察院进行解释。最高人民法院和最高人民检察院的解释如果有原则性的分歧，报请全国人民代表大会常务委员会解释或决定。”

## 特别行政区法律
特别行政区的法律是根据全国人民代表大会授权依照香港基本法、澳門基本法所制定的，特别行政区都有独立的行政管理权、立法权、独立的司法权、终审权。特区政府的行政机关和立法机关都由香港和澳门居民所组成。特别行政区自然资源、土地属国家所有，在批给个人使用的土地，它的收入就归特别行政区政府所有。香港和澳门特别行政区回归前的原有法律，除了同基本法相抵触或经特区立法机关或其他有关机关作出修改的，其他的予以保留。

### 引用
1. 1 2 3  中华人民共和国宪法第三章第一节第五十七条
2. 1 2  中华人民共和国立法法第二章第一节第七条
3. ↑  中华人民共和国立法法第一章第二条
4. ↑  中华人民共和国宪法第三章第一节第六十七条（七）（八）
5. 1 2  中国政府网，2019年9月27日，中华人民共和国大事记 （页面存档备份，存于）
6. ↑  . 1956年9月27日  [2021年8月25日]. 原始内容存档于2020年5月10日.
7. ↑  .   [2013-11-18]. （原始内容存档于2012-11-15）.
8. ↑  .   [2017-09-06]. （原始内容存档于2020-05-10）.
9. ↑  .   [2014-09-28]. （原始内容存档于2020-05-10）.
10. ↑  .   [1987-10-25]. （原始内容存档于2020-06-30）.
11. 1 2  中共中央关于经济体制改革的决定，维基文库
12. ↑  . BBC. 2018年12月17日  [2021年9月2日]. （原始内容存档于2022年6月1日）.
13. ↑  . 中华人民共和国. 2011-10-27  [2023-06-02]. （原始内容存档于2023-06-02）.
14. 1 2  中华人民共和国宪法第三章第一节六十二条
15. ↑  中华人民共和国立法法第二章第二节十四条到二十五条
16. ↑  中华人民共和国立法法第二章第三节二十六条到第四十四条
17. ↑  立法法第二节第五章第八十八条-第九十一条
18. ↑  立法法第二节第六章第一百零三条
19. ↑  . www.npc.gov.cn.   [2019-12-12]. （原始内容存档于2019-12-12）.
20. ↑  中华人民共和国国务院. . 中华人民共和国国务院公报. 2001, (1)  [2021-09-04]. （原始内容存档于2022-04-23）.
21. ↑  中华人民共和国立法法第三章六十五条
22. ↑  中华人民共和国宪法第三章第三节八十九条
23. 1 2  中华人民共和国立法法第四章第一节第七十五条
24. ↑  中华人民共和国宪法第三章第六节第一百一十六条
25. ↑  .   [2015-03-21]. （原始内容存档于2015-03-10）.
26. ↑  全国人民代表大会. . 2006-12-30  [2021-11-14]. （原始内容存档于2021-11-14）.
27. ↑  中华人民共和国缔结条约程序法
28. ↑  中华人民共和国立法法第二章第四节四十五条到五十条
29. ↑  香港特别行政区基本法第八章第一百五十八条
30. ↑  澳门基本法第八章第一百四十三条
31. 1 2  香港基本法第二条：「全国人民代表大会授权香港特别行政区依照本法的规定实行高度自治，享有行政管理权、立法权、独立的司法权和终审权。 」
32. 1 2  澳门基本法第二条：「中华人民共和国全国人民代表大会授权澳门特别行政区依照本法的规定实行高度自治，享有行政管理权、立法权、独立的司法权和终审权。 」
33. 1 2  香港基本法第三条：「香港特别行政区的行政机关和立法机关由香港永久性居民依照本法有关规定组成。 」
34. ↑  香港基本法第七条：「香港特别行政区境内的土地和自然资源属于国家所有，由香港特别行政区政府负责管理、使用、开发、出租或批给个人、法人或团体使用或开发，其收入全归香港特别行政区政府支配。 」
35. ↑  澳门基本法第七条：「澳门特别行政区境内的土地和自然资源，除在澳门特别行政区成立前已依法确认的私有土地外，属于国家所有，由澳门特别行政区政府负责管理、使用、开发、出租或批给个人、法人使用或开发，其收入全部归澳门特别行政区政府支配。 」
36. ↑  香港基本法第八条：「香港原有法律，即普通法、衡平法、条例、附属立法和习惯法，除同本法相抵触或经香港特别行政区的立法机关作出修改者外，予以保留。 」
37. ↑  澳门基本法第八条：「澳门原有的法律、法令、行政法规和其他规范性文件，除同本法相抵触或经澳门特别行政区的立法机关或其他有关机关依照法定程序作出修改者外，予以保留。 」